# Seven Stars Galleria
Seven Stars Galleria é um hotel de Milão, na Itália. É o primeiro hotel do mundo a receber a certificação de 7 estrelas e ate o ano de 2015, o único com este reconhecimento, avaliado pela Société Générale de Surveillance (SGS).
O empreendimento foi inaugurado em 2007, fazendo parte da rede The Leading Hotels of the World, e esta localizado dentro do Galleria Vittorio Emanuele II, o mais antigo shopping do mundo.